# Fußball-Ozeanienmeisterschaft 1980
Die Fußball-Ozeanienmeisterschaft 1980 (engl.: OFC Nations Cup) war die zweite Ausspielung einer ozeanischen Kontinentalmeisterschaft im Fußball nach sieben Jahren Unterbrechung und fand vom 24. Februar bis 3. März 1980 in Neukaledonien, einem französischen Überseegebiet, statt. Alle Spiele wurden im Stade Numa-Daly in Nouméa ausgetragen. Am Turnier nahmen acht Mannschaften teil. Wie 1973 Fidschi, Neukaledonien, Neuseeland, Neuen Hebriden (heute Vanuatu), Tahiti und erstmals Australien, Papua-Neuguinea und die Salomonen. Gespielt wurde in zwei Gruppen a vier Teams. Die beiden Gruppenersten qualifizierten sich für das Finale, die beiden Gruppenzweiten für das Spiel um Platz drei.

## Gruppenphase

### Gruppe A
| Pl. | Land       | Sp. | S | U | N | Tore    | Diff. | Punkte |
| --- | ---------- | --- | - | - | - | ------- | ----- | ------ |
| 1.  | Tahiti     | 3   | 3 | 0 | 0 | 021:500 | +16   | 06:0   |
| 2.  | Fidschi    | 3   | 2 | 0 | 1 | 010:700 | +3    | 04:20  |
| 3.  | Neuseeland | 3   | 1 | 0 | 2 | 007:800 | −1    | 02:40  |
| 4.  | Salomonen  | 3   | 0 | 0 | 3 | 003:210 | −18   | 0:60   |

|             |   |            |      |
| 25. Februar |   |            |      |
| Fidschi     | – | Salomonen  | 3:1  |
| Tahiti      | – | Neuseeland | 3:1  |
| 27. Februar |   |            |      |
| Neuseeland  | – | Fidschi    | 0:4  |
| Tahiti      | – | Salomonen  | 12:1 |
| 29. Februar |   |            |      |
| Tahiti      | – | Fidschi    | 6:3  |
| Neuseeland  | – | Salomonen  | 6:1  |

### Gruppe B
| Pl. | Land            | Sp. | S | U | N | Tore    | Diff. | Punkte |
| --- | --------------- | --- | - | - | - | ------- | ----- | ------ |
| 1.  | Australien      | 3   | 3 | 0 | 0 | 020:200 | +18   | 06:0   |
| 2.  | Neukaledonien   | 3   | 2 | 0 | 1 | 012:110 | +1    | 04:20  |
| 3.  | Papua-Neuguinea | 3   | 1 | 0 | 2 | 006:220 | −16   | 02:40  |
| 4.  | Neue Hebriden   | 3   | 0 | 0 | 3 | 006:900 | −3    | 0:60   |

|               |   |               |      |
| 24. Februar   |   |               |      |
| P.-Neuguinea  | – | Neue Hebriden | 4:3  |
| Australien    | – | Neukaledonien | 8:0  |
| 26. Februar   |   |               |      |
| Australien    | – | P.- Neuguinea | 11:2 |
| Neukaledonien | – | Neue Hebriden | 4:3  |
| 28. Februar   |   |               |      |
| Australien    | – | Neue Hebriden | 1:0  |
| Neukaledonien | – | P.-Neuguinea  | 8:0  |

## Spiel um Platz 3
|               |   |         |     |
| 2. März       |   |         |     |
| Neukaledonien | – | Fidschi | 2:1 |

## Finale
| Australien                     | Australien                                                     | Tahiti                                                         | Tahiti |
| ------------------------------ | -------------------------------------------------------------- | -------------------------------------------------------------- | ------ |
| Australien                     | \| Montag, 3. März 1980 in Nouméa \| \| Ergebnis: 4:2 (-:-) \| | \| Montag, 3. März 1980 in Nouméa \| \| Ergebnis: 4:2 (-:-) \| | Tahiti |
| Australien                     | ? Cheftrainer: Rudi Gutendorf ( BR Deutschland)                | ? Cheftrainer: ?                                               | Tahiti |
| Australien                     | Paul Kay (4.) Paul Kay (29.) Danny Mouli Vic Bozanic           | Andre Wabealo Erroll Bennett                                   | Tahiti |
| Montag, 3. März 1980 in Nouméa |                                                                |                                                                |        |
| Ergebnis: 4:2 (-:-)            |                                                                |                                                                |        |

## Beste Torschützen
Auf eine Darstellung einer entsprechenden Liste wird verzichtet, da die meisten Torschützen vor allem aus Fidschi, Neukaledonien und Tahiti unbekannt sind und somit eine Liste nur mit den bekannten Torschützen das tatsächliche Ergebnis nicht korrekt wiedergeben würde.